# Oxyethira archaica
Oxyethira archaica är en nattsländeart som beskrevs av Malicky 1975. Oxyethira archaica ingår i släktet Oxyethira och familjen smånattsländor. Inga underarter finns listade i Catalogue of Life.